# Cipő

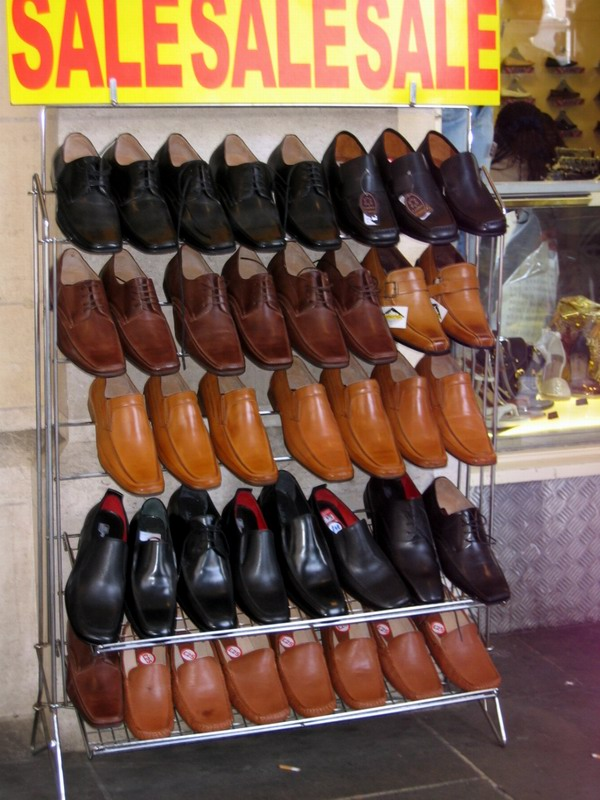
Eladásra kínált cipők Londonban

A cipő a lábbelik egyik fajtája.Alapvető feladata az emberi láb védelme a külvilág hatásaival szemben. A cipőknek meglehetősen sok  változata alakult ki a rendeltetésük és a viselő társadalmi szerepének függvényében. Talpuk lehet sima, alacsony vagy magas sarkú – az utóbbit a nyugati társadalmak a nőies öltözködés egyik jelképének tartják –, készülhetnek bőrből vagy textíliából is, valamint pl. az edzőcipők lehetnek műanyagból.

## Fő részei
- Járótalp – a cipő alját képező felület. Anyaga legtöbbször bőr, műbőr vagy műanyag.
- Felsőrész – a cipőnek a lábfej felső részéhez illeszkedő külső része. Általában bőr, műbőr vagy ritkábban vászon vagy kötött kelme az anyaga. Többféle szerkezetű is lehet: állhat egyetlen darabból, vagy készülhet több kisebb, akár különböző anyagú és színű összevarrt részből. A cipő díszítéseinek gyakori helye.
- Fedőtalp – a cipő belső aljzata, közvetlenül a láb alatt helyezkedik el. A legtöbb cipő esetében eltávolítható és kicserélhető. Sokszor előfordul, hogy a lábbelihez mellékelt fedőtalpbélést az egyén különleges igényeinek vagy szükségleteinek megfelelő darabbal helyettesítik (például ortopédiai okokból, vagy a kellemetlen szagok megfékezésére.)
- Nyelv – cipőnek gyakran szövetből vagy bőrből készült része, amely elválasztja a fűzőket a lábtól. Fő funkciója a láb felsértésének megakadályozása és cipő kényelmének növelése.
- Bélés – a cipő belsejét alkotó felsőrészbélés.
- Sarok – a cipő hátsó alsó részét képező erősítés, gyakorlatilag a láb sarkára ható nagyobb nyomások kiállására készül. Lehet magas, hogy a lábbeli viselője magasabbnak tűnjön, illetve sima.

## Fajtái
- alkalmi cipő
- félcipő
- férficipők
- női cipők
  - magassarkú cipő
- facipő (klumpa)
- mokaszin
- csizma
  - gumicsizma
  - bokacsizma
- edzőcipő (utcai viseletre, vagy valamely adott sportághoz), néhány változata:
  - futócipő (futás)
  - futballcipő (labdarúgás)
  - golfcipő (golf)
  - mászócipő (hegymászás)
  - korcsolyacipő (többféle is létezik)
  - sícipő (síelés)
  - kerékpáros cipő (kerékpározás)
  - gördeszkás cipő (gördeszkázás)
- tánccipő
- munkacipők (egy adott szakma kellékei, például a rendőrség egyenruhájának részei)
- munkavédelmi cipő
- hócipő (a vastag havon való járáshoz)
- bakancs (ismert a gyalogsági; sí; túra változata)
- tornacipő
- szandál
- papucs (házicipő)